# Neurigona verarichterae
Neurigona verarichterae är en tvåvingeart som beskrevs av Negrobov 1988. Neurigona verarichterae ingår i släktet Neurigona och familjen styltflugor. Inga underarter finns listade i Catalogue of Life.